# Marius Cuteanu
Marius Procopie Cuteanu (n. 4 noiembrie 1917, d. 17 august 2013) a fost un compozitor, dirijor și pedagog român. S-a distins mai cu seamă prin activitatea în domeniul muzicii corale și liturgice, precum și în învățământul muzical. 

## Anii de tinerețe și de studii
S-a format ca muzician la Academia de Muzică și Artă Dramatică din Cluj sub îndrumarea unor profesori precum compozitorul și pedagogul Augustin Bena. Profesor de muzică la Școala Pedagogică din Cluj, pedagog în cadrul Institutului de Muzică din Cluj. A dirijat corurile Iacob Mureșianu, Napoca, Augustin Bena, Armonia.

## Primii ani ai carierei
În 1942 Marius Cuteanu a fost trimis la Șimleu Silvaniei de Emil Hațieganu. Pe 25 martie 1943, de Buna Vestire, corul condus de Marius Cuteanu a cântat la prima liturghie la Șimleu Silvaniei. În primăvara anului 1943, biserica greco-catolică din Bocșa "a fost resfințită de episcopul Dr. Iuliu Hossu. A participat un număr imens de credincioși pe care spațioasa biserică nu i-a putut cuprinde și serviciul religios s-a făcut în curtea bisericii. Corul [condus de Marius Cuteanu] pentru considerente acustice fiind așezat în fața intării în biserică, a sunat admirabil, colaborând perfect tot timpul cu numerosul grup de preoți". Tot în primăvara anului 1943, pe preotul Ioan Taloș "l-au înecat lacrimile fiind profund mișcat de măreția și armonia corului. La ieșire mulți credicioși ne-au întrebat când vom mai veni la Giurtelecu Șimleului, că tare frumoasă priceasnă a cântat corul, dar între timp a apărut și domnul învățător Daniil Graur care a exprimat mulțumiri din partea sa și a doamnei sale care a insistat să fie adusă la biserică cu toate că era bolnavă, paralizată și a ascultat de afară Sf. Liturghie cu cor, stând tot timpul sprijinită și nemișcată în trăsură". În fiecare an începând cu 1943, corul bisericii din Șimleu condus de Cuteanu, participa la Sfânta Liturghie arhierească închinată sărbătorii "Adormirea Maicii Domnului", la 15 august ce se desfășura în monumentala biserică protopopială greco-catolică din Zalău, (încă neretrocedată după confiscarea din 1948), care pe lângă o acustică deosebită oferea și spațiul necesar amplasării unei mari formații coral-instrumentale cum a fost corul profesorului Marius Cuteanu pe 15 august 1944.

## Continuarea carierei muzicale și pedagogice
În afara  activității în domeniul muzicii liturgice, Marius Cuteanu a întemeiat și condus mai multe formații corale și de orchestră, începând cu orchestra populară a Liceului pedagogic „Gheorghe Lazăr” din Cluj Napoca, trecând prin coruri din Șimleu Silvaniei și Zalău, și sfârșind prin corul bărbătesc Iacob Mureșianu din Cluj Napoca, corul mixt „Armonia” din Cluj Napoca, corul „Napoca” din Cluj Napoca etc. Cu unele coruri a întreprins turnee în R.F. Germania (1972) și R.D. Germană (1986).

## Distincții
- Ordinul Meritul Cultural clasa a III-a (20 aprilie 1971) „pentru merite deosebite în opera de construire a socialismului, cu prilejul aniversării a 50 de ani de la constituirea Partidului Comunist Român”[3]
- Cetățean de Onoare al Municipiului Cluj-Napoca, 1997[4]
- Cetățean de onoare al orașului Șimleu Silvaniei, 2007

## Creații muzicale

#### Muzică vocal simfonică
- Cea de pe urmă noapte a lui Mihai Viteazul, cantată pentru cor bărbătesc cu solo de bas și tenor, orchestră, versuri de Dimitrie Bolintineanu.

#### Muzică corală
- Ce-ți doresc eu ție, dulce Românie, pentru cor mixt și pian (orchestră), versuri de Mihai Eminescu;
- Noi te cântăm tinerețe, pentru cor mixt și pian (orchestră), versuri de Mihu Dragomir;
- Țara mea, mândră grădină, pentru cor bărbătesc, soliști și pian (orchestră), versuri de Constantin Petrilă-Neamț;
- Sub flamură de purpură, pentru cor mixt și pian (orchestră), versuri de Viorel G. Cozma;
- Un partid, o Românie, pentru cor bărbătesc/mixt și pian (orchestră), versuri de Stelian Filip;
- Să nu-mi ceri iertare, pentru cor mixt cu solo de tenor și soprană, versuri de Dorina Titu;
- De-ar fi mândra, pentru cor mixt, versuri populare;
- Măicuța mea, pentru cor mixt cu solo de soprană, versuri de Dorin Titu;
- Floare dalbă de iubire, pentru cor bărbătesc cu solo de tenor, versuri de Olimpia Deșliu;
- Spune-mi codrule vecine, pentru cor bărbătesc cu solo de tenor, versuri de Zaharia Bârsan;
- Romantica, pentru cor bărbătesc, versuri de Marius Cuteanu;
- La noi pentru cor bărbătesc, versuri de Octavian Goga;
- Laie Chioru, pentru cor bărbătesc, versuri de Octavian Goga;
- În temeiul codrului, pentru cor bărbătesc, versuri de Mihai Eminescu;
- Peste vârfuri, pentru cor bărbătesc, versuri de Mihai Eminescu;
- Și dacă, pentru cor bărbătesc, versuri de Mihai Eminescu;
- O mamă, pentru cor bărbătesc, versuri de Mihai Eminescu;
- Numai una, pentru cor bărbătesc cu solo de tenor, versuri de George Coșbuc;
- Când s-a născut Domnul sfânt, colindă pentru cor mixt, versuri populare;
- Săltați câmpuri, colindă pentru cor mixt, versuri populare;
- Cu adevărat deșertăciune, pentru cor mixt;
- Cu drepții odihnește, pentru cor mixt;
- Colo-n sus, colindă pentru cor mixt, versuri populare;
- Veniți să ne închinăm, pentru cor mixt;
- Sfânt, pentru cor mixt;
- Pre Tine Te lăudăm, pentru cor mixt;
- Lăudați, priceasnă pentru cor mixt;
- Varsă Doamne dor și bine, colindă pentru cor mixt;
- Pre stăpânul, pentru cor mixt;
- Dorința, pentru cor mixt, versuri de Mihai Eminescu;
- Lampa, pentru cor mixt cu solo de sopran, versuri de Veronica Micle;
- De-ar fi mândra, pentru cor mixt, versuri populare.

#### Cântece pentru copii
- Primăvara a sosit, canon pentru două voci egale, versuri de I. Sbierea;
- Vara, canon pentru două voci egale, versuri de Rusu Gherasim;
- Toamna, canon pentru două voci egale, versuri de Șt. O. Iosif;
- Cântecul brăduțului, canon pentru trei voci egale, versuri de Marius Cuteanu;
- Ploaia, canon pentru trei voci egale, versuri de Marius Cuteanu

etc.etc.

#### Melodii vocale
- Crizanteme, pentru voce și pian, versuri de Victor Eftimiu;
- Atât de dulce, pentru voce și pian, versuri de Mihai Eminescu;
- De ce nu-mi vii, terțet vocal cu pian, versuri de Mihai Eminescu.

### Culegeri și antologii didactice
- 62 Coruri, mixte și voci egale, pentru uzul viitorilor dascăli, București, litografia Ministerului învățământului, 1960;
- 140 Coruri și Canoane, pentru 2 și trei voci egale, Cluj Napoca, litografia Institutului Pedagogic, 1965;
- 64 Coruri mixte, pentru uzul viitorilor profesori de muzică, Cluj Napoca, litografia Institutului Pedagogic, 1965;
- 100 Coruri școlare, pentru două voci egale
- Culegere de solfegii, Cluj Napoca, litografia Institutului Pedagogic, 1968 (ediția I), 1970 (ediția III).

## Legături externe
- biografie